# Episodi di Legion (terza stagione)
La terza e ultima stagione della serie televisiva Legion, composta da 8 episodi, è stata trasmessa in prima visione negli Stati Uniti d'America da FX dal 24 giugno al 12 agosto 2019.
In Italia è stata trasmessa in prima visione dal canale satellitare Fox della piattaforma Sky dal 3 luglio al 21 agosto 2019.
| nº | Titolo originale | Titolo italiano             | Prima TV USA   | Prima TV Italia |
| -- | ---------------- | --------------------------- | -------------- | --------------- |
| 1  | Chapter 20       | Viaggi nel tempo            | 24 giugno 2019 | 3 luglio 2019   |
| 2  | Chapter 21       | L'uomo dei sogni realizzati | 1º luglio 2019 | 10 luglio 2019  |
| 3  | Chapter 22       | Le origini del male         | 8 luglio 2019  | 17 luglio 2019  |
| 4  | Chapter 23       | I divoratori del tempo      | 15 luglio 2019 | 24 luglio 2019  |
| 5  | Chapter 24       | In orbita                   | 22 luglio 2019 | 31 luglio 2019  |
| 6  | Chapter 25       | Una seconda vita            | 29 luglio 2019 | 7 agosto 2019   |
| 7  | Chapter 26       | Lotta contro il tempo       | 5 agosto 2019  | 14 agosto 2019  |
| 8  | Chapter 27       | Ricominciare                | 12 agosto 2019 | 21 agosto 2019  |

## Viaggi nel tempo
- Titolo originale: Chapter 20
- Diretto da: Andrew Stanton
- Scritto da: Noah Hawley and Nathaniel Halpern

### Trama
Una giovane mutante con il soprannome Switch ha la capacità di creare porte che possono consentire il viaggio nel tempo. Annoiata dalla sua vita, scopre degli indizi che alla fine la portano a un culto gestito da David e Lenny. David spiega a Switch che sta cercando un viaggiatore del tempo. L'incontro iniziale tra Switch e David è interrotto dall'invasione degli agenti della Divisione 3 che uccidono la maggior parte dei cultisti e Sydney che spara un colpo mortale a David. Switch, usando il suo potere, apre una porta in un corridoio dove ci sono delle porte che le consentono di tornare indietro nel tempo. Decide di tornare indietro a quando è arrivata in quel luogo. Avvisa David di ciò che è accaduto, ma nonostante le cose cambino leggermente, David viene ucciso ancora una volta da Syd. Switch usa di nuovo il suo potere, ma viene intercettata da Farouk in una proiezione astrale. Dopo un tentativo fallito di reclutare Switch, questa riesce a scappare usando il suo potere e Farouk ritorna dai suoi alleati nel quartier generale della Divisione 3. Dopo che Switch ha accennato a Farouk che Syd ha ucciso David in due diverse linee temporali, Farouk cerca di convincere Syd a fare un’incursione al culto di David, ma non ha successo. In una terza linea temporale, la Divisione 3 (guidato da una Ptonomy resuscitato e robotizzato) conduce l'incursione sul complesso di David, ma poco dopo essere arrivati, l'intero edificio sparisce nel nulla grazie all'intervento preventivo di Switch e David. Alla fine Syd trova un dente nel terreno dove c’era l’edificio.
- Ascolti USA: 0.377 milioni[4]

## L'uomo dei sogni realizzati
- Titolo originale: Chapter 21
- Diretto da: Carlos López Estrada
- Scritto da: Noah Hawley, Olivia Dufault e Kate Thulin

### Trama
Switch spiega a David che quando usa il suo potere apre una porta in un corridoio circolare che si sviluppa in due direzioni con porte su entrambi i lati. Lei entra che è al centro, se va in avanti va nel passato, se va indietro va nel futuro. David ora crede pienamente ai poteri di viaggio nel tempo di Switch e vorrebbe vedere come funziona. Decide di entrare in questo corridoio con lei, ma anche usando i suoi poteri, non ci riesce. Infuriato da questo, con la sua rabbia avvelena i suoi membri del culto, facendoli passare dalla beata felicità ad uno stato furioso. David e Lenny si rendono conto che devono potenziare Switch per consentirle maggiori abilità. David parla con Sydney attraverso la proiezione astrale, ma lei si rifiuta di perdonarlo per lo stupro. Lui allora le promette di trovare un modo per aggiustare tutto. Nel frattempo, Lenny riesce a catturare Cary. David combina la droga e il controllo mentale per ingannare Cary a sperimentare volentieri su Switch per renderla abbastanza potente da permettere a David di viaggiare nel tempo.
- Ascolti USA: 0.381 milioni[5]

## Le origini del male
- Titolo originale: Chapter 22
- Diretto da: John Cameron
- Scritto da: Nathaniel Halpern

### Trama
30 anni prima degli eventi attuali, Charles Xavier e Gabrielle Haller vivono felici con il loro neonato David. Charles era un veterano di guerra che usò la sua telepatia per sopravvivere e Gabrielle era sopravvissuta all'olocausto. Incontrandosi in un manicomio, i due si innamorarono. Dopo aver costruito un prototipo di Cerebro per potenziare i suoi poteri di telepatia, Charles scopre un potente mutante di nome Farouk e parte per il Marocco per incontrarlo. Rimasta sola in casa, Gabrielle soffre di molte strane allucinazioni, alcune delle quali sono provocate dal tentativo di viaggio nel tempo di David e Switch. David è frustrato nello scoprire che, nonostante i tentativi di impedire il possesso del proprio sé infantile, non è in grado di influenzare il passato e nemmeno manifestarsi fisicamente. Charles telefona a Gabrielle nel panico per spiegarle che incontrare Farouk è stato un errore e pianifica di tornare immediatamente a casa. Le visioni di Gabrielle diventano sempre più incubi a causa dell'attuale proiezione astrale dello spirito di Farouk così come i tentativi disperati di David del presente per impedirlo. David riesce finalmente a manifestarsi come un fantasma e tenta di avvertire Gabrielle, ma in quel momento Charles ritorna ed espelle telepaticamente David e Switch nel presente. Switch è fisicamente e mentalmente svuotata da un viaggio nel tempo così estremo, ma David esige che tornino immediatamente indietro. A causa di questo sforzo a Switch dondola un dente e se lo toglie a mani nude. In passato, Charles conforta Gabrielle, mentre entrambi sono ignari del fatto che Farouk abbia posseduto con successo il bambino David.
- Ascolti USA: 0.370 milioni[6]

## I divoratori del tempo
- Titolo originale: Chapter 23
- Diretto da: Daniel Kwan
- Scritto da: Olivia Dufault e Charles Yu

### Trama
Come risultato dell'incursione di David e Switch nel passato, il tempo stesso diventa instabile, dando luogo a cicli di tempo sia per il culto di David che per la Divisione 3 (così come lo spettatore, con la trasmissione che passa brevemente a un episodio di The Shield). Questo ha anche attratto i demoni del tempo, creature simili a gatti che vivono nello spazio, si nutrono di tempo e si manifestano quando Switch viaggia troppo indietro. I demoni del tempo attaccano David che si risveglia in un campo di concentramento, in una prigione accanto a quella di sua madre, ma è un'illusione fatta dai demoni del tempo. Anche gli altri sono torturati dalle illusioni, con Syd che incontra una versione più giovane di se stessa, mentre Lenny è costretta ad assistere alla rapida nascita, l'invecchiamento e la morte della figlia. Cary in qualche modo si libera dal controllo mentale di David e sfugge dalla struttura di David con Switch. Nel frattempo David, stanco dei continui loop temporali, uccide uno dei due demoni che erano con lui, dicendo all'altro di mangiare merda e dire ai suoi amici che questo è il suo momento per brillare e che se non se ne fossero andati li avrebbe uccisi tutti. Il demone rimasto, spaventato, scappa, avvisa gli altri suoi simili e se ne vanno. Di ritorno al culto David vede Lenny che sta soffrendo per ciò che ha dovuto passare. Cerca di aiutarla a superare il trauma con un suo potere, ma l'amica non vuole essere aiutata. Alla fine David si arrabbia quando scopre che Switch e Cary sono fuggiti e conclude dicendo che ora è guerra! 
- Ascolti USA: 0.277 milioni[7]

## In orbita
- Titolo originale: Chapter 24
- Diretto da: Arkasha Stevenson
- Scritto da: Olivia Dufault e Ben Winters

### Trama
David si intrufola in un autobus della Divisione 3 e manipola la memoria di Daniel, il marito di Clark, per sapere dove si trova Switch. Scopre così che è a bordo del dirigibile della Divisione 3. Lenny, sconvolta dal suo calvario con i demoni del tempo, incolpa David per la sua angoscia e si suicida di fronte a lui. Nel frattempo, Cary costruisce una camera di ibernazione per Switch per nasconderla da David. Ptonomy suggerisce di viaggiare nello spazio per uscire dal raggio di teletrasporto di David, e la Divisione 3 è d'accordo contro i desideri di Farouk, che vuole affrontare direttamente David. Farouk, tramite la telepatia, provoca intenzionalmente David, che scopre la loro posizione. David teletrasporta se stesso e alcune ragazze del suo culto sul dirigibile. David incontra Clark e lo uccide mandandolo nello spazio. Kerry si batte con tre ragazze del culto di David. Nel frattempo David trova Syd, la quale gli riferisce dove si trova Switch e lui le promette di cambiare il passato e di annullare tutto. Syd lo inganna e, usando i suoi poteri, si scambiano i corpi. Syd, ora nel corpo di David, trascina con sé il suo corpo, nel quale ora c'è David. Trovano Kerry che ha ucciso le tre ragazze e Syd, dopo averle detto che si sono scambiati i corpi, le dice di uccidere il corpo di David e che lei poi tornerà nel suo. Intanto, nel corpo di David, Syd trova prima due David che le dicono di essere Legion, poi molti altri che le ribadiscono che ora lui è Legion. David riesce a sopraffare Syd, blocca l'attacco di Kerry e la colpisce con un attacco repulsivo mandandola a terra e poi intrappola la mente di Syd nel suo subconscio. David va poi da Switch, nella sala comandi, ma viene bloccato da Farouk. David riesce a liberarsi spostando il dispositivo di neutralizzazione dal suo polso a quello di Farouk. Nello stesso momento Switch esce dalla camera e intrappola Farouk nel 'tempo fuori dal tempo'. David e Switch viaggiano ancora una volta nel passato, con David che afferma che ora ha un nuovo piano. Ma i demoni del tempo sono in agguato.
- Ascolti USA: 0.288 milioni[8]

## Una seconda vita
- Titolo originale: Chapter 25
- Diretto da: John Cameron
- Scritto da: Noah Hawley

### Trama
David è riuscito a riunirsi con Switch ed ha viaggiato nel tempo. Adesso ci ritroviamo nei panni di Syd la quale viene trovata come una bambina da Oliver e da Melanie i quali la crescono come loro figlia. Oliver dice che vivono nel piano astrale, qui ci finisce ogni genere di cosa che le persone nel mondo reale smarriscono. Dice che anche le menti finiscono li. Durante l’episodio questo luogo non viene percepito come il mondo reale ma qualcosa di diverso. Qui ci vive un essere pericoloso chiamato il “lupo”. Syd quindi deve imparare a crescere e alla fine avere le capacità per affrontare il “mondo reale” in cui deve ritornare per sistemare le cose. Alla fine Syd riesce a tornare nel mondo reale, dentro il suo corpo nel dirigibile. Cary costruisce dei braccialetti che si connettono al potere di Switch, uguali a uno fatto in precedenza per David. Kerry vorrebbe guarire dalle ferite che ha subito, così lei e Cary decidono di unirsi, ma in questo modo le ferite si trasferiscono in Cary, che si paralizza. Poco dopo i due si separano e lei esce in perfette condizioni. Alla fine dell'episodio si vedono alcuni Demoni del Tempo che stanno arrivando, ma i tre riescono a scappare attraversando la porta del tempo creata da Switch e ad entrare nel corridoio un attimo prima che questa si chiuda. 
- Ascolti USA: 0.332 milioni[9]

## Lotta contro il tempo
- Titolo originale: Chapter 26
- Diretto da: Dana Gonzales
- Scritto da: Noah Hawley e Olivia Dufault

### Trama
Nel passato, Charles si recava in Marocco per incontrare Farouk dopo aver usato Cerebro per trovarlo; Farouk prevede il suo arrivo e insegna a Charles il piano astrale. Nel frattempo, Syd, Cary e Kerry incontrano Gabrielle in passato e Syd si rende conto che questa è la madre di David. Syd si rifiuta di uccidere il piccolo David, convinta che se rimane nel passato, può aiutarlo a farlo diventare una persona diversa. Il tempo, tuttavia, si sta nuovamente destabilizzando, attirando i Demoni del Tempo. David ritorna nel luogo dove si trova Charles e teletrasporta entrambi all'interno della sua mente. David rivela a Charles tutto ciò che è successo fino a questo punto nella vita di David. Avvertendo Charles che l'incontro con Farouk è una trappola, David si pone come un commilitone con l'intenzione di uccidere Farouk; Charles è titubante, finché non scopre che i "figli" di Farouk sono come recipienti che contengono le vittime di Farouk. I Demoni del Tempo arrivano e provocano il caos, aggravato da Switch che si è sforzata troppo. Il Farouk del presente riesce a fuggire dallo "Spazio tra il Tempo" e, arrivato nel passato, si allea con il sé stesso del passato.
- Ascolti USA: 0.288 milioni[10]

## Ricominciare
- Titolo originale: Chapter 27
- Diretto da: Noah Hawley e John Cameron
- Scritto da: Noah Hawley e Olivia Dufault

### Trama
David, Charles e i due Farouk si incontrano. David colpisce il Farouk del passato e scompaiono, mentre Charles spara al Farouk del presente. Con i Demoni del Tempo che causano il caos, Cary e Kerry si uniscono per combatterli al fianco di Syd. David porta il Farouk del passato nella sua mente, mentre Charles e il Farouk del presente arrivano sul piano astrale. Mentre Kerry e Syd continuano a combattere i Demoni, David si batte con il Farouk del passato usando le molte personalità fratturate nel suo subconscio, ma Farouk li batte e intrappola David, accusandolo beffardo di essere una persona cattiva. Gravemente indebolita, Switch si rifugia nel corridoio del tempo, ma un gruppo di Demoni le si avvicina. Dice che si arrende, ma in quel momento arriva suo padre che scaccia i Demoni e la innalza ad un livello di esistenza più elevato. Nel piano astrale Farouk ammette che in realtà è tornato indietro per aiutare David. David fugge dalla prigionia di Farouk usando Gabrielle come ispirazione e attacca Farouk. Nel corridoio del tempo il padre di Switch scaccia i Demoni e le rivela che loro hanno la capacità di controllarli (questi, infatti, si limitano a proteggere gli affluenti del tempo). Charles impedisce a David di uccidere il Farouk del passato portandolo nel piano astrale. Qui gli dice di aver stretto un accordo con il Farouk del presente per mantenere la pace. Il Farouk del presente mostra al suo sé del passato ciò che avverrà se deciderà di impossessarsi della mente di David e, commosso, lo ringrazia. Switch arriva in aiuto di Syd, Kerry, Cary, Gabrielle e il piccolo David e, con il suo nuovo potere, fa allontanare i Demoni del Tempo. Qui rivela a Syd che le azioni di David, salvando il mondo, creeranno anche nuove versioni di David e Syd, e quelle vecchie scompariranno. David, Charles ed entrambi i Farouk formano una tregua. Switch segue suo padre nell'esistenza senza vincoli. Cary e una Kerry invecchiata si riuniscono, ora separati l'uno dall'altro. Charles torna a casa e si riconcilia con Gabrielle. David e Syd parlano per l'ultima volta, entrambi esprimono la speranza che i loro nuovi sé prospereranno, e svaniscono mentre il bambino David guarda.
- Ascolti USA: 0.365 milioni[11]